# Edmond James de Rothschild

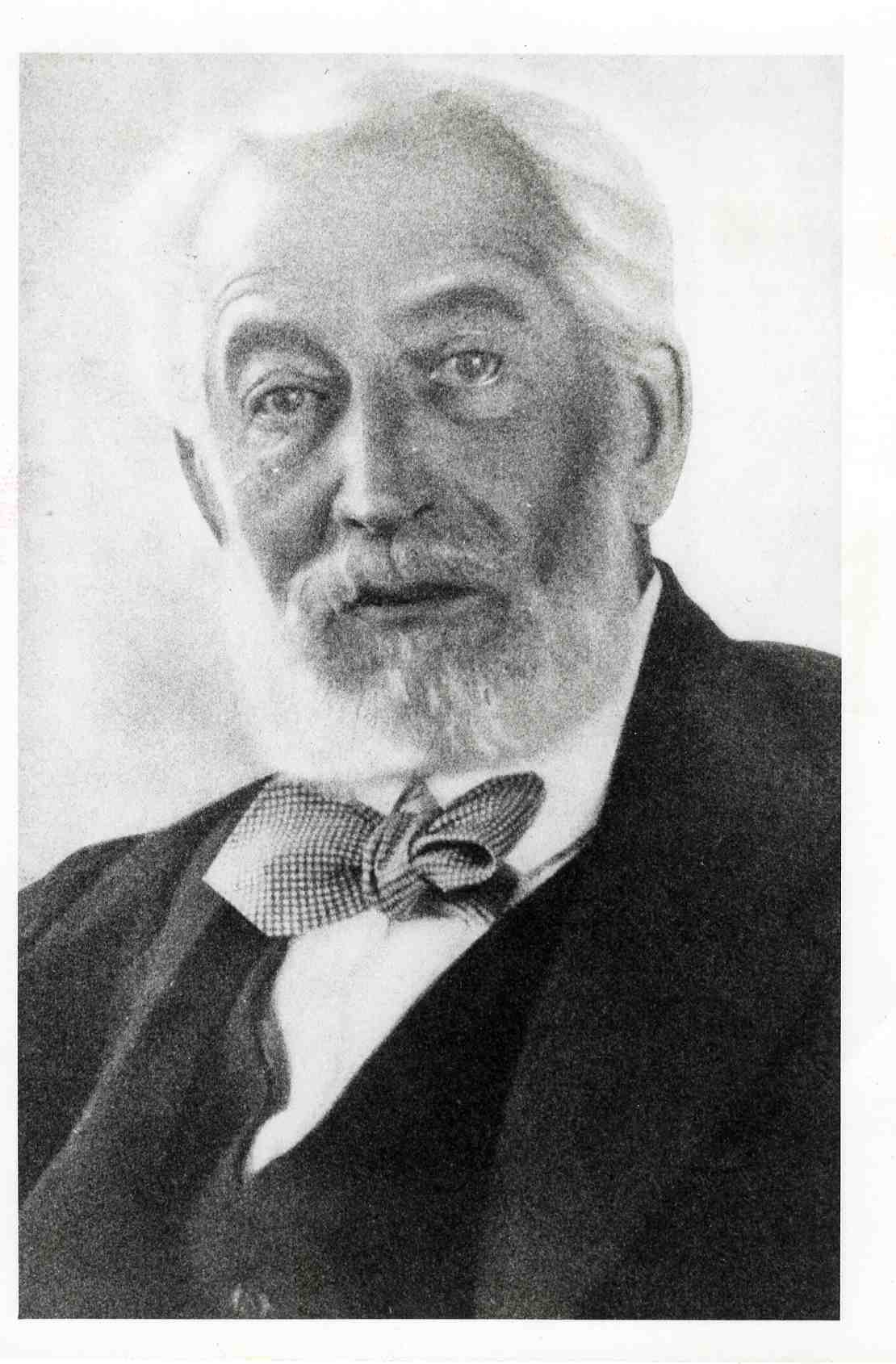
Edmond James de Rothschild

Edmond James de Rothschild, född 19 augusti 1845 i Boulogne-sur-Seine, död 2 november 1934 i Boulogne-Billancourt, var en fransk baron, bankir, donator och sionist. 
Rothschild, som hade tysk-judisk (ashkenazisk) bakgrund, stödde sionismen och gav ekonomiskt stöd till de sionistiska pionjärerna som 1882 bosatte sig i den första judiska bosättningen i Palestina vid Rishon LeZion. 
Rothschilds konstsamling, som överlämnades till Louvren 1935, har en egen utställningshall. Den inrymmer mer än 40 000 gravyrer, nästan 3 000 teckningar och 500 illustrerade böcker. Rothschild var ledamot av Académie des beaux-arts
Rothschild kom 1982 på den israeliska 500 Sheqalim sedeln. I Tel Aviv finns Rothschild Boulevard. Gatan har fått sitt namn efter Edmond James de Rothschild. På gatan finns Independence Hall (16, Rothschild Blvd) där Israels självständighetsdeklaration skrevs under 1948.